# Iglasjön (Töreboda socken, Västergötland)
Iglasjön är en sjö i Töreboda kommun i Västergötland och ingår i Motala ströms huvudavrinningsområde.